# Жигалы
Жигалы — деревня в составе Нытвенского городского округа в Пермском крае.

## Географическое положение
Деревня расположена в восточной части округа примерно в 1 километре на север от станции Чайковская.

## Климат
Климат характеризуется как умеренно континентальный, с морозной снежной зимой и коротким тёплым летом. Средняя многолетняя температура самого холодного месяца (января) составляет −15…−18,5 °C, температура самого тёплого (июля) 15—18,5 °C. Длительность вегетационного периода (с температурой выше +5 °C колеблется от 145 до 165 дней. Среднегодовое количество осадков — 550—600 мм.

## История
Деревня известна с 1782 года. Деревня до 2020 года входила в состав Чайковского сельского поселения Нытвенского района. После упразднения обоих муниципальных образований входит в состав Нытвенского городского округа.

## Население
Постоянное население составляло 62 человека в 2002 году (100 % русские), 53 человека в 2010 году.